# Géoportail
Pour les autres pays, voir Géoportail (homonymie).
 (février 2018).
Si vous disposez d'ouvrages ou d'articles de référence ou si vous connaissez des sites web de qualité traitant du thème abordé ici, merci de compléter l'article en donnant les références utiles à sa vérifiabilité et en les liant à la section « Notes et références ».
Le Géoportail est un portail web public français permettant l'accès à des services de recherche et de visualisation de données géographiques ou géolocalisées. Il a notamment pour fonction de publier des données géographiques de référence de l'ensemble du territoire français. Il est mis en œuvre par deux établissements publics, l’IGN et le BRGM, et a été officiellement inauguré le 23 juin 2006 par le président de la République française Jacques Chirac.
Qualifié de rival ou de concurrent[Par qui ?] de Google (au niveau des services cartographiques), le Géoportail offre un service similaire à celui de Google Maps (sorti plus d'un an plus tôt en février 2005) : montrer des cartes au moyen d'une interface en ligne. Mais les objectifs sont différents, le Géoportail étant un service public et non commercial. D'autre part le Géoportail présente des données publiques de référence avec une qualité technique définie au préalable, et des données géographiques, urbanistiques, environnementales, de risques naturels, etc. Le Géoportail couvre l'ensemble du territoire français selon le principe d'égalité et de satisfaction de l'intérêt général tandis que Google Maps couvre le monde entier avec des résolutions variant en fonction de l'intérêt du lieu. Les couches cadastrales, les couches cartes, le traitement des bâtiments en 3D ou celui des départements et collectivités françaises d'outre-mer restent des points de différenciation forts.
Depuis son lancement en juin 2006, le Géoportail a progressivement été amélioré (meilleure résolution et de nouvelles informations comme les parcelles cadastrales - voir Cadastre de France - et diverses données thématiques). Il a bénéficié de trois changements majeurs : une nouvelle version du site en mai 2007 et l'apparition d'un mode 3D en août 2007 ainsi qu'une refonte totale en 2012 pour la version 3 avec l'utilisation d'un nouveau module 3D. Ce mode 3D nécessite l'installation de VirtualGeo, un logiciel de type client lourd, globe virtuel permettant l'exploration de l'espace géographique dans les trois dimensions ; il est disponible sur Windows, Macintosh et Linux.
Le Géoportail possède également des API permettant l'intégration des données dans des sites et services externes.

## Histoire du projet

### Raisons de la mise en service
- la volonté de rendre disponibles de plus en plus de ressources administratives en ligne. Cette volonté accompagne en France le mouvement général de développement de l'administration en ligne ou "e-gouvernement".
- la prise en compte très précoce en France des exigences posées par la directive européenne INSPIRE (Infrastructure for spatial information in Europe).
- le succès important qu'ont rencontré les projets Google Maps et Google Earth, qui rendent disponibles des images satellite de la quasi-totalité de la planète, ainsi que de nombreuses informations de toute nature et d'origines diverses.

### Naissance du projet et difficultés de lancement
Le projet est lancé pendant l'été 2005 à l’IGN. À ce moment, l'échéance pour la mise en place du Géoportail est 2007.
Le 6 janvier 2006 à Metz, le président de la République, Jacques Chirac, souhaite que le Géoportail soit mis en place au cours de l'année.
Début mars 2006, l’IGN lance une campagne de communication autour de la création du Géoportail.
La « Charte du portail de l'information géographique publique » définit une relation formelle entre la maîtrise d'ouvrage du projet confiée à la direction générale de la modernisation de l'État (DGME) et sa maîtrise d'œuvre partagée entre l'Institut géographique national (IGN) chargé de la visualisation des cartes et le BRGM qui doit réaliser le Géocatalogue devant héberger les métadonnées permettant les recherches d'information.
Le lancement officiel a eu lieu le 23 juin 2006, le site étant inauguré par Jacques Chirac, en compagnie de Dominique Perben, Jean-François Copé et Nelly Olin.
Le lancement du site web, qui dans sa première version proposait simplement la visualisation de cartes en 2D, a notamment été marqué par la surcharge des serveurs due à la sous-estimation du nombre de visiteurs.
Dès la mise en ligne du site, les demandes de connexion ont dépassé de cinq fois les estimations, ce qui a engendré le blocage des serveurs (les demandes ont atteint des pics de 600 par seconde). À la suite de ces problèmes, une page d'excuses a été mise en place le temps de multiplier les serveurs et les accès, ceux-ci restant limités à environ 3 000 internautes par heure. Une semaine plus tard, le site n'était toujours pas correctement accessible (temps de réponse très long et accès limité, et souvent injoignable même en pleine nuit).
Enfin, à partir du 1er juillet 2006, les temps de réponse deviennent satisfaisants et vers le 20 juillet 2006, l'ensemble du territoire est correctement visible en résolution maximale (50 cm par pixel).

### Version 1
Dans cette première version, sont visualisables en 2D :
- l'orthophotographie de la France, dont une grande partie des DOM-TOM, avec une résolution numérique de 50 cm (pour les endroits les plus détaillés). Les zones rurales sont pour l'instant à une échelle maximum de 1:3 000 ;
- la cartographie au 1:25 000 quand elle est disponible.

En août 2006, il devient possible de naviguer à l'échelle 1:1 500.
Le projet ne parvient toutefois pas à respecter le rythme prévu. Par exemple, il avait été annoncé que la visualisation des îles Saint-Paul et Amsterdam serait disponible en septembre mais ce n'était toujours pas le cas en octobre.
En novembre 2006, Le Figaro a révélé que les photos de l’IGN étaient déformées par rapport aux originales, et de moins bonne qualité que celles présentées sur le site des Pages jaunes : ainsi des bâtiments droits présentent des courbures sur Géoportail. La direction générale de la modernisation de l'État (DGME) a demandé que la version 2 de Géoportail ne soit plus bridée ainsi.
En février 2007, l'interface permet d'obtenir en France métropolitaine des informations sur les communes, les emplacements des repères géodésiques et des repères de nivellement, ainsi que les emplacements des photos aériennes de l’IGN disponibles à la vente. Certains départements permettent la visualisation du cadastre.
En avril 2007, sont ajoutées des cartes de localisation du phénomène d'avalanche sur une partie des Alpes et des Pyrénées.

### Version 2
Le 24 mai 2007, la version 2 du Géoportail est accessible en version bêta, avec un nouveau moteur de navigation et une nouvelle ergonomie. Le 9 juin, le nouveau moteur est mis en place officiellement, avec des couches de données supplémentaires.
Plusieurs profils de visualisation sont proposés : « Découverte », « Exploration » et « Expert », le plus complet étant « Expert ». Parmi les nouvelles données, l'orthophoto et les cartes du Système d'information du territoire genevois ont été ajoutées à la suite d'un partenariat, ainsi que le trait de côte fourni par le service hydrographique et océanographique de la Marine (SHOM), etc.
Le maître d'œuvre technique pour quatre ans de cette phase est Atos Worldline, une filiale d'Atos retenue à la suite d'un appel d'offres. La cartographie réalisée à partir des bases de données est assurée par GeoConcept. La branche IGO de l'entreprise EEE[Lequel ?] est chargée d'adapter les données au format TerraExplorer de la société Skyline[Lequel ?] le 20 juin 2007.
En août 2007, le Géoportail propose la navigation 3D en version bêta d'essai, qui devient la version officielle en septembre 2007. Le logiciel de navigation est TerraExplorer de la société américaine Skyline Software Systems, qui ne fonctionne à cette date[Quand ?] que sous Windows. La seule couche visualisable est celle des photos aériennes, plaquée sur le relief du terrain, sans exagération des altitudes et sans les bâtiments.
En décembre 2007, l'affichage des couches de cartes IGN, des parcelles cadastrales devient possible en 3D. Les surfaces bâties sont présentes en 3D « extrudé », mais sans habillage photographique des façades. Dans le même temps, le logo du site est moddernisé. Le château de Versailles est visible avec une structure tridimensionnelle améliorée : toits en pente, et habillage des façades. Une nouvelle version du Géocatalogue[source insuffisante] s'appuie sur le moteur de recherche d'Exalead.
D'autres lieux apparaissent par la suite en 3D améliorée : Montbéliard et Hyères en janvier 2008, puis la tour Eiffel et la saline royale d'Arc-et-Senans.
À partir d'avril 2008, le logiciel TerraExplorer devient disponible pour Linux, puis pour Mac en juin 2008[source insuffisante].
En juin 2008, l'IGN lance l'API Géoportail JavaScript ; cette interface de programmation permet à des sites tiers d'inclure dans leurs pages des fenêtres cartographiques interactives dont les données sont fournies en ligne par les serveurs du Géoportail.
En 2008, la maîtrise d'ouvrage du Géoportail revient au ministère de l'Écologie, de l'Énergie, du Développement durable et de l'Aménagement du territoire qui exerce la tutelle de l'IGN et du BRGM. La fusion de nombreuses directions sectorielles au sein du ministère permet ainsi d'optimiser la gouvernance du Géoportail[réf. nécessaire].

### Version 3
La version 3 du Géoportail a été mise en service le 9 juillet 2012 et annoncée le 2 octobre 2012.
Contrairement aux versions précédentes, celle-ci est basée sur l'API, qui avait évolué parallèlement depuis 2008, ainsi que sur un visualisateur externe Flash Player.
Le site principal, lancé en mai 2015[source insuffisante]), se dote de deux déclinaisons mobiles destinées aux utilisateurs de tablettes tactiles et de smartphones. Ces versions sont basées sur l'API JavaScript du Géoportail et ne requièrent aucune installation de plugin (contrairement à la version complète qui nécessite l'installation de Flash Player).

## Gouvernance et opérateurs
Sous la maîtrise d'ouvrage des MEEDDAT et DGME, la maîtrise d'œuvre du Géoportail (IGN, BRGM et les prestataires du projet Atos Wordline, GeoConcept, DIGINEXT, Exalead), ont élaboré l'infrastructure technique (des serveurs, un site web) du Géoportail jusqu'en 2018.
À partir de 2018, c'est la société Thales qui est chargée de la transition du Géoportail vers le cloud public interministériel Oshimae.[source insuffisante]
Les données géographiques publiques ont en premier lieu vocation à être présentées sur le Géoportail ; ce sont donc les administrations centrales ou territoriales des ministères, ainsi que les établissements publics chargés de missions dans leurs domaines de compétence, qui élaborent et gèrent dans le long terme les sources d'information de référence au niveau national.
L'ensemble des données qui seront disponibles sur le Géoportail au fur et à mesure de son évolution seront fournies par les administrations qui les détiennent ; c'est ainsi que l'ONISEP, établissement public sous tutelle du ministère de l'Éducation nationale a fourni la localisation des sites de formation universitaire ; la délégation interministérielle à la Ville a fourni la cartographie des zones urbaines sensibles et des zones franches urbaines ; la délégation générale des Collectivités locales du ministère de l'Intérieur a fourni la liste des EPCI (établissements publics de coopération intercommunale) ; les ministères chargés des Sports et de l'Agriculture ont également chacun des projets en ce sens[réf. nécessaire].

## Les utilisateurs
Depuis l'ouverture en beta test de l'API Géoportail JavaScript, les acteurs du domaine des loisirs de plein-air ont commencé à l'utiliser ; il existe maintenant des exemples d'insertion de fenêtres cartographiques dynamiques sur des sites traitant de camping, de randonnée, de VTT ou d'escalade[réf. nécessaire].

## Les méthodes de visualisation
Le Géoportail dispose de plusieurs méthodes pour afficher les données :
- l'affichage à partir de couches d'images déposées sur le serveur de cache rapide du Géoportail; les images sont de taille 256x256 pixels à chacune des échelles. Le protocole retenu est WMS-C.

Pour représenter des bases de données vectorielles par cette méthode, il faut au préalable générer les images correspondantes en fonction d'une légende graphique prédéfinie. Cette méthode peut-aussi être utilisée par un serveur tiers.
- l'affichage à partir d'une base de données résidente sur un serveur tiers délivrant des services selon les protocoles définis par l'Open Geospatial Consortium ; le serveur répond alors aux requêtes de l'internaute en calculant l'image à afficher à partir de la base de données qu'il héberge. Les protocoles utilisés sont wms pour les bases de données images et wfs pour les bases de données vectorielles. En pratique, compte tenu de la puissance nécessaire du serveur, cette méthode est réservée aux applications professionnelles pour un nombre réduit d'utilisateurs.
- l'affichage de données alphanumériques; diverses méthodes sont utilisées pour afficher en 2D et en 3D les noms de lieu ou des fiches d'information sur des points d'intérêt.

## Gratuité et tarification
La gratuité est la règle de base pour toutes les consultations ordinaires.
Une tarification est progressivement proposée pour les utilisations professionnelles, associatives ou personnelles associées à des transactions commerciales. La première tarification de l'API Géoportail a été mise en ligne le 16 février 2010.

## Confidentialité
Les données géographiques sont concernées par des règles de confidentialité ; c'est en particulier le cas lorsque leur diffusion risque de nuire :
- à la protection des données personnelles
- à la protection de l'environnement, particulièrement lorsqu'il s'agit de la protection d'espèces rares
- à la sauvegarde du patrimoine archéologique
- à la confidentialité protégée par la loi de travaux des autorités publiques
- aux relations internationales
- à la sécurité publique
- à la Défense nationale

C'est ainsi que des sites sensibles du territoire français, tels certains sites militaires, par exemple, ne peuvent être vus : leurs emprises sur l'orthophotographie ont été masquées de blanc jusqu'en 2007. Elles sont désormais floutées (comme le Centre spatial guyanais), c’est-à-dire que la résolution des ortho-images initiales passe de 50 cm à 5 m, limite au-delà de laquelle les militaires estiment que la photo-interprétation perd son intérêt. Certains de ces sites sont néanmoins visibles dans Google Earth, parfois en haute résolution, et des informations peuvent aisément être obtenues ailleurs, sur la toile ou dans les médias. C'est le cas par exemple du centre d’interception de la DGSE à Domme en Dordogne : il est masqué dans Géoportail, mais est bien visible dans Google Earth, et une émission lui a même été consacrée sur France 3. NB : ceci n'est plus vrai en 2010, le site DGSE est flouté sur Google Maps.

## Logiciels clients des services Géoportail
En avril 2010, l'IGN a rendu publique une offre d'accès au service pour les applications mobiles. L'application iPhiGéNie, en lien externe, permet d'acquérir une licence individuelle d'accès aux ressources du Géoportail depuis un iPhone.

## Logotype

Logo de 2007 à 2016.
Logo depuis 2016.